# Курико
Курико (ісп. Curicó, від арауканської kūrēkō' — «чорні води») — місто в регіоні Мауле в Центральній долині Чилі, столиця провінції Курико.

## Розташування
Місто розташоване за 63 км на північний схід від адміністративного центру області міста Талька.
Комуна межує:
- на півночі - з комуною Тено
- на північному сході - з комуною Ромераль
- на сході - з провінцією Мендоса (Аргентина)
- на південному заході - з комунами Моліна, Саграда-Фамілія
- на північному заході - з комуною Рауко

## Клімат
Місто лежить у зоні, котра характеризується середземноморським кліматом. Найтепліший місяць — січень із середньою температурою 20 °C (68 °F). Найхолодніший місяць — липень, із середньою температурою 6.1 °С (43 °F).
| Клімат Курико           | Клімат Курико | Клімат Курико | Клімат Курико | Клімат Курико | Клімат Курико | Клімат Курико | Клімат Курико | Клімат Курико | Клімат Курико | Клімат Курико | Клімат Курико | Клімат Курико | Клімат Курико |
| Показник                | Січ.          | Лют.          | Бер.          | Квіт.         | Трав.         | Черв.         | Лип.          | Серп.         | Вер.          | Жовт.         | Лист.         | Груд.         | Рік           |
| Абсолютний максимум, °C | 36            | 37            | 32            | 28            | 26            | 22            | 17            | 26            | 27            | 28            | 32            | 33            | 37            |
| Середній максимум, °C   | 30            | 29            | 27            | 22            | 17            | 12            | 12            | 15            | 16            | 20            | 26            | 28            | 21            |
| Середня температура, °C | 20            | 19            | 17            | 13            | 11            | 7             | 6             | 8             | 9             | 12            | 16            | 18            | 13            |
| Середній мінімум, °C    | 10            | 9             | 7             | 5             | 5             | 2             | 0             | 2             | 3             | 5             | 6             | 8             | 5             |
| Абсолютний мінімум, °C  | 3             | 3             | 2             | −5            | −5            | −6            | −11           | −7            | −2            | −2            | 2             | 3             | −11           |
| Норма опадів, мм        | 0             | 0             | 0             | 70            | 140           | 110           | 240           | 60            | 160           | 10            | 0             | 0             | 850           |
| Днів з дощем            | 0             | 0             | 0             | 2             | 6             | 6             | 6             | 4             | 3             | 1             | 0             | 0             | 33            |
| Вологість повітря, %    | 61            | 64            | 69            | 76            | 83            | 88            | 86            | 84            | 80            | 73            | 67            | 62            | 74            |
| ----------------------- | ------------- | ------------- | ------------- | ------------- | ------------- | ------------- | ------------- | ------------- | ------------- | ------------- | ------------- | ------------- | ------------- |
| Джерело: Weatherbase    |               |               |               |               |               |               |               |               |               |               |               |               |               |